# Campeonato Asiático de Atletismo em Pista Coberta de 2012
A 5ª edição do Campeonato Asiático de Atletismo em Pista Coberta foi o evento esportivo organizado pela Associação Asiática de Atletismo (AAA) no Vocational and Technical College Athletics Hall, em Hangzhou na China no período de 18 e 19 de fevereiro de 2012. Foram disputados 25 provas no campeonato, no qual participaram 195 atletas de 26 nacionalidades. A prova masculina do revezamento 4x400 m não foi realizada nessa edição devido a falta de participantes. 

## Medalhistas
Masculino
| Evento                   | Ouro                                             | Ouro                                             | Prata                                            | Prata                                            | Bronze                                           | Bronze                                           |
| 60 m                     | Reza Ghasemi Irão                                | 6.68                                             | Lai Chun Ho · Hong Kong                          | 6.78                                             | Hassan Heidarpour Irão                           | 6.78                                             |
| 400 m                    | Reza Bouazar Irão                                | 48.09                                            | Chang Pengben · China                            | 48.47                                            | Amin Ghelichi Irão                               | 48.64                                            |
| 800 m                    | Mohammad Al-Azemi · Kuwait                       | 1:47.37 ,                                        | Adnan Taes · Iraque                              | 1:49.42                                          | Yang Xiaofei · China                             | 1:50.32                                          |
| 1500 m                   | Mohammed Shaween · Arábia Saudita                | 3:57.84                                          | Mohamed Al-Garni · Catar                         | 3:58.04                                          | Omar Al-Rasheedi · Kuwait                        | 3:59.83                                          |
| 3000 m                   | Bilisuma Shugi · Bahrein                         | 7:43.88                                          | Mohamed Al-Garni · Catar                         | 7:46.17                                          | Alemu Bekele · Bahrein                           | 7:48.04                                          |
| 60 m com barreiras       | Jiang Fan · China                                | 7.74                                             | Abdulaziz Al-Mandeel · Kuwait                    | 7.82                                             | Ji Wei · China                                   | 7.85                                             |
| Revezamento 4x400 m      | Evento cancelado devido a falta de participantes | Evento cancelado devido a falta de participantes | Evento cancelado devido a falta de participantes | Evento cancelado devido a falta de participantes | Evento cancelado devido a falta de participantes | Evento cancelado devido a falta de participantes |
| Salto em altura          | Mutaz Essa Barshim · Catar                       | 2.37 m                                           | Zhang Guowei · China                             | 2.28 m                                           | Majed Al-Din Ghazal Síria                        | 2.24 m                                           |
| Salto com vara           | Yang Yansheng · China                            | 5.50 m                                           | Zhang Wei · China                                | 5.40 m                                           | Junya Nagata · Japão                             | 5.30 m                                           |
| Salto em distância       | Li Jinzhe · China                                | 7.98 m                                           | Rikiya Saruyama · Japão                          | 7.63 m                                           | Kumaravel Premkumar · Índia                      | 7.62 m                                           |
| Salto triplo             | Dong Bin · China                                 | 17.01 m                                          | Cao Shuo · China                                 | 17.01 m                                          | Li Yanxi · China                                 | 16.23                                            |
| Arremesso de peso (6 kg) | Zhang Jun · China                                | 19.78 m                                          | Wang Guangfu · China                             | 19.40 m                                          | Wang Like · China                                | 19.09 m                                          |
| Heptatlo                 | Dmitriy Karpov · Cazaquistão                     | 5928 pts                                         | Keisuke Ushiro · Japão                           | 5590 pts                                         | Hiromasa Tanaka · Japão                          | 5033 pts                                         |

Feminino
| Evento                   | Ouro                                                            | Ouro      | Prata                                                                                    | Prata    | Bronze                                                                            | Bronze   |
| 60 m                     | Wei Yongli · China                                              | 7.37      | Tao Yujia · China                                                                        | 7.40     | Viktoriya Zyabkina · Cazaquistão                                                  | 7.44     |
| 400 m                    | Maryam Tousi Irão                                               | 53.85     | Chen Jingwen · China                                                                     | 54.17    | Tang Xiaoyin · China                                                              | 55.06    |
| 800 m                    | Zhao Jing · China                                               | 2:04.15   | Genzeb Shumi · Bahrein                                                                   | 2:05.96  | Song Tingting · China                                                             | 2:11.32  |
| 1500 m                   | Genzeb Shumi · Bahrein                                          | 4:15.85   | Betlhem Belayneh · Emirados Árabes Unidos                                                | 4:16.97  | Liu Fang · China                                                                  | 4:18.32  |
| 3000 m                   | Shitaye Eshete · Bahrein                                        | 8:49.27 , | Betlhem Belayneh · Emirados Árabes Unidos                                                | 8:53.56  | Tejitu Daba · Bahrein                                                             | 8:53.75  |
| 60 m com barreiras       | Wu Shuijiao · China                                             | 8.24      | Natalya Ivoninskaya · Cazaquistão                                                        | 8.29     | Sun Yawei · China                                                                 | 8.35     |
| Revezamento 4x400 m      | China · Chen Yanmei · Tang Xiaoyin · Cheng Chong · Chen Jingwen | 3:40.34   | Cazaquistão · Natalya Tukova · Yekaterina Yermak · Margarita Kudinova · Alexandra Kuzina | 3:44.85  | Quirguistão · Olesia Korovina · Anna Bulanova · Ksenia Kadkina · Iuliia Khodykina | 3:56.11  |
| Salto em altura          | Zheng Xingjuan · China                                          | 1.92 m    | Wang Yang · China                                                                        | 1.88 m   | Duong Thi Viet Anh · Vietname                                                     | 1.84 m   |
| Salto com vara           | Li Ling · China                                                 | 4.50 m    | Choi Yun-Hee Coreia do Sul                                                               | 4.30 m   | Megumi Nakada · Japão                                                             | 4.15 m   |
| Salto em distância       | Lu Minjia · China                                               | 6.33 m    | Anastassiya Kudinova · Cazaquistão                                                       | 6.23 m   | Wang Wupin · China                                                                | 6.22 m   |
| Salto triplo             | Xie Limei · China                                               | 14.06 m   | Li Yanmei · China                                                                        | 13.73 m  | Lyudmila Grankovskaya · Cazaquistão                                               | 13.22 m  |
| Arremesso de peso (6 kg) | Liu Xiangrong · China                                           | 18.37 m   | Leila Rajabi Irão                                                                        | 17.51 m  | Meng Qianqian · China                                                             | 16.13 m  |
| Pentatlo                 | Irina Karpova · Cazaquistão                                     | 4050 pts  | Duong Thi Viet Anh · Vietname                                                            | 3812 pts | Sepideh Tavakkoli Irão                                                            | 3775 pts |

## Quadro de medalhas
| Ordem | País                   | Ouro | Prata | Bronze |    |
| 1     | China                  | 14   | 9     | 10     | 33 |
| 2     | Irão                   | 3    | 1     | 3      | 7  |
| 3     | Bahrein                | 3    | 1     | 2      | 6  |
| 4     | Cazaquistão            | 2    | 3     | 2      | 7  |
| 5     | Catar                  | 1    | 2     | 0      | 3  |
| 6     | Kuwait                 | 1    | 1     | 1      | 3  |
| 7     | Arábia Saudita         | 1    | 0     | 0      | 1  |
| 8     | Japão                  | 0    | 2     | 3      | 5  |
| 9     | Emirados Árabes Unidos | 0    | 2     | 0      | 2  |
| 10    | Vietname               | 0    | 1     | 1      | 2  |
| 11    | Hong Kong              | 0    | 1     | 0      | 1  |
| 11    | Iraque                 | 0    | 1     | 0      | 1  |
| 11    | Coreia do Sul          | 0    | 1     | 0      | 1  |
| 14    | Índia                  | 0    | 0     | 1      | 1  |
| 14    | Quirguistão            | 0    | 0     | 1      | 1  |
| 14    | Síria                  | 0    | 0     | 1      | 1  |
| Total | Total                  | 25   | 25    | 25     | 75 |

## Participantes
Um total de 195 atletas de 26 nacionalidades participaram do evento.
- Bahrein (6)
- China (63)
- Taipé Chinesa (7)
- Hong Kong (7)
- Índia (14)
- Indonésia (3)
- Irão (13)
- Iraque (1)
- Japão (10)
- Cazaquistão (15)
- Kuwait (8)
- Quirguistão (7)
- Laos (2)
- Macau (6)
- Mongólia (7)
- Paquistão (2)
- Filipinas (1)
- Catar (3)
- Arábia Saudita (1)
- Singapura (4)
- Coreia do Sul (2)
- Síria (1)
- Tailândia (2)
- Turquemenistão (5)
- Emirados Árabes Unidos (2)
- Vietname (3)

Legenda
| Recorde mundial       | Recorde mundial (World record)               |                       | Recorde africano                      | Recorde africano (African) |                                           | Q | Classificado por posição (Qualified) |
| Recorde do campeonato | Recorde do campeonato (Championship record)  | Recorde da América    | Recorde da América (Americas)         | q                          | Classificado por melhor tempo (Qualified) |   |                                      |
| Melhor marca do ano   | Melhor marca do ano (World leading)          | Recorde asiático      | Recorde asiático (Asian)              | DNS                        | Não largou (Did not start)                |   |                                      |
| Recorde nacional      | Recorde nacional (National record)           | Recorde europeu       | Recorde europeu (European)            | DNF                        | Não terminou (Did not finish)             |   |                                      |
| Recorde pessoal       | Recorde pessoal do atleta (Personal best)    | Recorde da Oceania    | Recorde da Oceania (Oceania)          | DSQ / DQ                   | Desclassificado (Disqualified)            |   |                                      |
| Recorde da temporada  | Recorde da temporada do atleta (Season best) | Recorde sul-americano | Recorde sul-americano (South America) | NM                         | Sem marca (No mark)                       |   |                                      |